# Anemia lanipes
Anemia lanipes är en ormbunkeart som beskrevs av Carl Frederik Albert Christensen. Anemia lanipes ingår i släktet Anemia och familjen Anemiaceae. Inga underarter finns listade.